# New Look

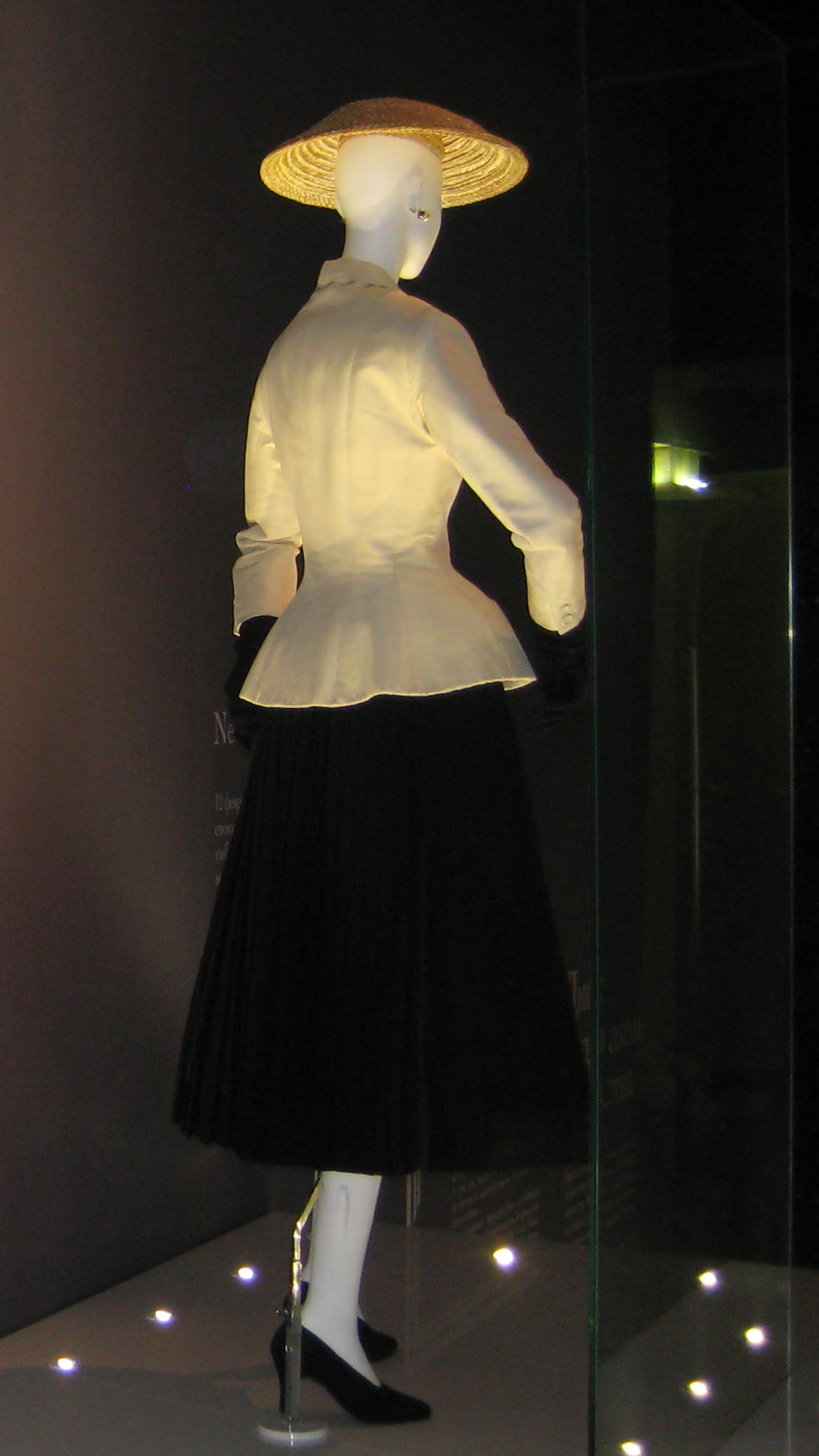
Christian Dior: Kostüm Bar, Kollektion Corolle, Frühjahr/Sommer 1947

New Look (englisch für ‚neues Aussehen‘) bezeichnet den vorherrschenden Stil in der Damenmode in der Nachkriegszeit und besonders den 1950er Jahren. Charakteristisch war eine enge Taille und runde, weiche Schultern – somit also eine Betonung der Brüste – sowie ein weiter, wadenlanger Rock.
Der Begriff wurde ursprünglich in den USA von der Chefredakteurin von Harper’s Bazaar, Carmel Snow, speziell für die ab dem Frühjahr 1947 von Christian Dior propagierte Modelinie geprägt, während Dior selbst sie Ligne Corolle („Blütenkelchlinie“) nannte, weil ihn die Silhouette an eine umgedrehte Blüte erinnerte. Dabei wurde die Weite der Röcke durch einen oder mehrere darunter getragene Petticoats noch betont, die Taille wurde wieder durch ein Korsett oder eine Guêpière eingeschnürt. Dior verwendete feste Stoffe und Fütterungen aus Perkal, Taft, Rosshaar oder Steifleinen anstelle der in den 1930er Jahren üblichen weich fließenden Krepp- und Jersey-Stoffen.
Der New Look stellte eine Abkehr von der eher rationalen und durch Materialknappheit geprägten Mode der Kriegsjahre dar und suchte den Anschluss an den Luxus der Vorkriegsjahre – trotz seines Namens war er also weniger innovativ als vielmehr reaktionär. Das Frauenideal wandelte sich zurück vom emanzipierten working girl zur Prinzessin und Dame. Die Kleider waren dezidiert alltagsuntauglich und unpraktisch, und eher als elegante Abendgarderobe geeignet (was nicht verhinderte, dass der New Look Einfluss auf die Alltagsmode hatte). Die Herstellung der Kleider erforderte einen großen Aufwand an Arbeit und Material. Gleichzeitig machte der New Look Paris wieder zu einer Modemetropole.
Neben Dior gelten Pierre Balmain und Jacques Fath als weitere Vertreter der New-Look-Generation.

## Einfluss
Der New Look wurde bereits seit seinem Aufkommen wegen des großen Stoffverbrauchs, der engen Taillenschnürung und der Alltagsuntauglichkeit kritisiert. Designerinnen wie Claire McCardell verstanden ihre Arbeit als dezidierten Gegenentwurf. 1970/71 wandte sich Yves Saint-Laurent mit seiner Herbstkollektion Liberation vom New Look ab.
Gleichwohl inspiriert der New Look bis heute die Mode, etwa Jean-Paul Gaultier oder Yohji Yamamotos Frühjahrskollektion 1997 Homage to French Couture.